# Aref Al Dadjani
Aref Pașa Al Dadjani (de fapt, Ad-Dadjani, în arabă عارف الدجاني‎, 1856 - 14 aprilie 1930)
a fost un politician  arab palestinian, primar al Ierusalimului în anii 1917-1918, în vremea Primului Război Mondial.
Aref al Dadjani s-a născut la Ierusalim, în Imperiul Otoman, în 1856, într-una din cele cinci  familii arabe importante din oraș. Familia Dadjani era din secolul al XVI-lea, prin hotărârea sultanului otoman, custodele sanctuarului mormântului legendar al regelui David, cunoscut de musulmani ca „prorocul Daud” (Nabi Daud), inclusiv  al cenaclului creștin aflat în aceeași clădire pe Muntele Sion. Dadjani a fost una din cele trei personalități arabe din Palestina cărora autoritățile otomane le-au conferit titlul de pașă.
Fruntaș al naționalismului arab local, în 1919 Aref al Dadjani a devenit conducătorul Asociației Musulmano-Creștine („al-Jam’iyah al-Islamiyah al-Masihiya”) din Ierusalim, apoi al Asociației Musulmano-Creștine din Palestina sub mandat britanic.
Sub conducerea sa și a lui Izzat Datwazah s-a ținut în 27 ianuarie-10 februarie 1919  primul Congres al arabilor din Palestina, ca reacție împotriva proiectului sionist. Congresul a trimis Conferinței de pace de la Paris o rezoluție prin care se cerea în numele locuitorilor arabi din Palestina, anularea Declarației Balfour și unirea Palestinei cu Siria, în cadrul unei Uniuni Arabe, „liberă de orice influență sau protecție străină”.
Ales vicepreședinte al comitetului executiv al congresului, Aref Pașa Al Dadjani a devenit ulterior liderul mișcării „Palestina pentru palestineni” din 1919. Până în anul 1922 a fost membru al Executivei Arabilor din Palestina. La începutul anilor 1920 până în 1926 el a condus, împreună cu Raghib Bey Al Nashashibi, opoziția față de tabăra familiei Al Husseini.

## Legături externe
- Personalități arabe pe situl arab palestinian Passia Arhivat în 28 octombrie 2007, la Wayback Machine.